# Герд фон Рундщет
Карл Рудолф Герд фон Рундщет (на немски: Karl Rudolf Gerd von Rundstedt) е германски фелдмаршал, командир на група армии „Юг“ – на германо-съветския фронт и главнокомандващ на „Запад“, един от най-опитните и способни генерали и носител на Рицарски кръст с дъбови листа и мечове.

## Биография

### Ранен живот и Първа световна война (1914 – 1919)
Карл Рудолф Герд фон Рундщет е роден на 12 декември 1875 г. в Ашерслебен, недалеч от Хале, Германска империя, в старо юнкерско семейство от Мекленбург. За пръв път за предците му се споменава в средновековни хроники от 1109 г. Бащата на Рундщет е генерал-майор. Герд постъпва в начално военно училище в Ораниенщайн през 1888 г., на дванадесетгодишна възраст. На 3 март 1892 г. започва служба в армията в 83-ти (2-ри Планинско-Елзаски) пехотен полк в Касел в качеството на кандидат за офицерско звание, а през следващата година получава звание младши лейтенант.
До получаване на звание старши лейтенант и в навечерието на постъпване във военна академия през 1902 г. за подготовка за работа в генералния щаб Рундщет служи като батальонен и полкови адютант. През същата година се жени за Луизе фон Хетц, дъщеря на майор от запаса. Ражда им се син, впоследствие нарушил семейната традиция и станал историк. Д-р Ханс Герд фон Рундщет, лейтенант от резерва, по време на Втората световна война служи като адютант на своя баща.
След получаването на червен лампаз на офицер от генералния щаб, Герд фон Рундщет три години служи в генералния щаб в Берлин (1907 – 1910) и две години в щаба на 11-и корпус (1910 – 1912), след което е назначен в 171-ви пехотен полк в качеството на ротен командир (1912 – 1914). Първите месеци на Първата световна война прекарва като представител на ген-щаба в 22-ра резервна дивизия, участва в битката при Марна и в края на ноември 1914 г. получава звание майор. В края на 1914 г. Рундщет е въведен в състава на военната администрация на Антверпен, но още през пролетта на следващата година с дивизията си е прехвърлен на германо-руския фронт, където участва в настъплението към река Нарев в Русия. В края на годината го назначават за офицер в органите на окупационните власти в Полша.
През 1916 г. майор фон Рундщет е изпратен в Унгария в качеството на началник-щаб на корпус. В началото на 1917 г. той извършва кратко делово пътуване в Турция за запознаване с работата на турския генерален щаб. Есента на същата година се завръща на северния участък на германо-руския фронт в качеството на началник-щаб на 53-ти корпус и взема участие в боевете на Чудското езеро. През 1918 г. е изпратен във Франция като началник-щаб на 15-и корпус. На този пост във Франция го заварва и края на войната.

#### Междувоенен период
След края на войната Рундщет е назначен за командващ на 100-хилядна армия. През 1920 г. получава званието оберстлейтенант, през 1923 г. – оберст, през 1927 г. – генерал-майор, през 1929 г. – генерал-лейтенант, през 1932 г. – генерал от пехотата и командването на 3-та пехотна дивизия. През 1938 г. напуска армията.

### Втора световна война (1939 – 1945)
През септември 1939 г., със започването на Втората световна война фон Рундщет е призован в армията отново, като е назначен за главнокомандващ на Група армии „Юг“, с която провежда успешна кампания, нанасяйки основния удар срещу Полша. На 28 септември 1939 г. армията на фон Рундщет влиза победоносно във Варшава, а на 30 септември същата година е награден с орден Рицарски кръст.
Участва в планирането на инвазията в Западна Европа, на 20 октомври 1939 г. армията на Рундщет влиза в състава на новосформираната Група армии „А“, за действия срещу Франция. Планът за нападението срещу Франция е разработен от началник-щаба на фон Рундщет – фелдмаршал Ерих фон Манщайн. Армията на фон Рундщет нанася основния удар срещу френската армия, като под негово командване са две танкови, три моторизирани и 35 пехотни дивизии.
След превземането на Франция за кратко време е главнокомандващ на „Запад“.

#### Операция „Барбароса“
На 22 април 1941 г. оглавява т.нар. „Щаб на участък Силезия“ – под това название с цел опазване на военната тайна е скривано името на Група армии „Юг“, предназначена за инвазията в СССР. Включва се в кампанията срещу СССР от първия ден на военните действия. В състава на Група армии „Юг“ влизат: 1-ви танков корпус (генерал Евалд фон Клайст), 6-а (генерал фон Райхенау), 17-а (генерал Карл-Хайнрих фон Щюлпнагел), 11-а (генерал Ото фон Шоберт) армия, а също така румънските 3-та и 4-та армия.
Голяма част от армията на фон Рундщет се състои от немоторизирана пехота и в началото придвижването на групата армии не е много голямо, отстъпвайки по успехи на Група армии „Център“. На съветско-румънската граница неговата войска взима в плен около 150 000 души, при Уман унищожава съветските 6-а, 8-а и 12-а армии. През септември войските му, подсилени от части от група армии „Център“, обкръжават съветските войски край Киев, взимайки в плен около 667 000 души. След това превземат Кримския полуостров.
В началото на ноември 1941 г. войските на фон Рундщет превземат цяла Украйна, Крим и Донбас, след което предлага на главното командване спиране на настъплението. Адолф Хитлер настоява за продължаване на настъплението в посока Ростов на Дон. Ростов е превзет, но в края на ноември съветските войски започват контранастъпление и на 28 ноември 1941 г. фон Рундщет започва общо отстъпление. На 30 ноември Хитлер издава заповед да се „държат на всяка цена“, на което фон Рундщет отговаря, че това е „безумие“ и в същия ден е заменен от фелдмаршал Валтер фон Райхенау.

#### Командвания на германо-френския фронт (1942 – 1945)
На 1 март 1942 г. е назначен за командващ на „Запад“ и командващ Група армии „Д“. В състава на групата армии влизали 1-ва (генерал И. Бласковиц), 15-а (генерал Хайнрих фон Фитингхоф) и 7-а (ген. Фридрих Долман), намиращи се на френското и белгийско крайбрежие, а също така и в западна Германия. Предприема крути мерки за отстояване на евентуален десант през Ламанша и подготовка на отбранителните съоръжения. При началото на Десанта в Нормандия на съюзниците на 6 юни 1944 г., в подчинение на фон Рундщет се намират: Група армии „Б“ (фелдмаршал Ервин Ромел) и Група армии „Г“ (ген. Бласковиц), танкова група „Запад“ (ген. барон фон Швепенбург) и 1-ва парашутна армия (ген. Курт Щудент). В отсъствието на Ромел, фон Рундщет поема командването на всички войски и опитва да изпълни плана на Ромел. Не успява да започне контранастъпление преди 9 юни и планът е провален. На 1 юли съобщава на главнокомандващия фелдмаршал Вилхелм Кайтел за провала на контраатаката. На 2 юли в щаба на фон Рундщет пристига полковник Г. Боргман със съобщение за награждаването му с Рицарски кръст с дъбови листа и отстраняването му от командването.
След провала на покушението срещу Хитлер на 20 юли 1944 г., фон Рундщет е председател на съда на честта, по решението на който от армията са изгонени много офицери. На 4 септември фон Рундщет е призован за трети път в редиците на Вермахта и е назначен за командващ германо-френския фронт и командващ Група армии „Д“ (щаб-квартира в Кобленц, Германия). В същото време на фронта настъпва период на временна стабилизация и фон Рундщет с всички сили убеждава фюрера за подготовката и реконструкцията на Линията „Зигфрид“. На 8 ноември 1944 г. войските на съюзниците започват настъпление против Група армии „Г“ на генерал Херман Балк, но фон Рундщет успява да удържи атаките без да използва танковите резерви. На 17 ноември главнокомандващият на „Запад“ започва подготовка за контраатака, наречена Арденска офанзива, поверявайки командването в този участък на фелдмаршал Валтер Модел. На 16 декември офанзивата започва, а на 24 декември фон Рундщет иска разрешение да прекрати настъплението поради липса на провизии, муниции и горива, но получава отказ. На 9 януари 1945 г. операцията приключва с неуспех и 6-а СС танкова армия е изпратена на германо-съветския фронт.
На 18 февруари 1945 г. е награден с Рицарски кръст с дъбови листа и мечове. На 20 февруари съюзниците пробиват линията „Зигфрид“ и фон Рундщет оттегля войските си зад Рейн. На 9 март е заменен от фелдмаршал Алберт Кеселринг.

### Следвоенни години
Пленен е на 1 май 1945 г. от американската 36-а пехотна дивизия. Претърпява втори сърдечен удар и е преместен в британски затвор. Британците имат желание да го подведат под отговорност за военни престъпления, но неговото тежко здравословно състояние и фактът, че никога не е бил член на Националсоциалистическата партия и е изпълнявал само стриктно заповеди, карат британците да го освободят през 1948 г. До своята смърт през 1953 г. живее в Хановер. Умира от сърдечен пристъп.

## Семейство
През януари 1902 г. фон Рундщет се жени за Луизе фон Хетц (починала през 1952 г.), двамата имат един син – Ханс Герд фон Рундщет (1903 – 1948).

## Цитирана литература